# نیروی زمینی آلمان (۱۹۴۵–۱۹۳۵)
نیروی زمینی آلمان (آلمانی: Heer, تلفظ آلمانی: [ˈhe:ɐ̯]) شاخه زمینی ورماخت، نیروهای مسلح آلمان از ۱۹۳۵ تا ۱۹۴۵ بود. این نیرو پس از آغاز تسلیح مجدد آلمان با زیر پا گذاشته شدن علنی محدودیت‌های پیمان ورسای در سال ۱۹۳۵ جایگزین رایشس‌هیر، نیروی زمینی رایشسور، نیروهای مسلح جمهوری وایمار شد. در پی انضمام اتریش به آلمان در سال ۱۹۳۸ نیروی زمینی این کشور نیز جزوی از نیروی زمینی آلمان شد. نیروی زمینی آلمان مبدع رزم برق‌آسا موسوم به بلیتس‌کریگ، جهت کسب پیروزی‌های سریع علیه دشمنانی با قدرت بیشتر بود.
این نیرو در اوت ۱۹۴۶ رسماً منحل شد. در طول جنگ جهانی دوم حدود ۱۳٫۶ میلیون نفر شامل نیروهای داوطلب و سربازان وظیفه در این نیرو خدمت کردند.

## پیش زمینه
پس از شکست امپراتوری آلمان و پایان جنگ جهانی اول، فاتحان پیمان ورسای را بر آلمان تحمیل کردند. بر اساس این پیمان نیروی زمینی این کشور به یک نیروی ۱۰۰ هزار نفری با تنها ۴ هزار افسر محدود شد که با انفصال اجباری صدها هزار نفر از خدمت از جمله ده‌ها هزار افسر، فقط می‌توانستند نقش امنیت داخلی و مرزبانی را ایفا کند. این نیروی زمینی صرفاً می‌توانست ۲۱ هنگ پیاده‌نظام هر یک با ۳ گردان پیاده‌نظام، یک گردان آموزش و یک گردان خمپاره‌انداز و ۷ هنگ توپخانه هر یک با سه گردان در کنار هفت گردان مهندسی، بهداری، مخابرات و موتوریزه که مجموعاً هفت لشکر پیاده‌نظام را تشکیل می‌دادند، در اختیار داشته باشد. علاوه بر انحلال و ممنوعیت ستاد کل و دانشکده‌های جنگ و افسری، نیروی زمینی آلمان از داشتن تانک و توپخانه با کالیبر بیش از ۱۰۵ میلی‌متر نیز محروم شد. جهت حصول اطمینان از عدم امکان آماده‌سازی جهت یک جنگ بزرگ دیگر، نیروهای ذخیره و مهمات انبار شده نیروی زمینی این کشور نیز محدود گشتند.
حاکمیت جدید آلمان که به جمهوری وایمار شهرت یافت، در سال ۱۹۱۹ با سازمان دهی نیروهای پیشین، یک نیروی مسلح موقت جهت پر کردن خلع ایجاد نمود که رایشسور (Reichswehr) نام گرفت و به دلیل ممنوعیت وجود ستاد کل، عملاً زیر نظر وزارت دفاع بود. نیروی زمینی این سازمان رایشس‌هیر (Reichsheer) نامیده شد. با توجه به منع شدن نیروی زمینی آلمان بر اساس پیمان ورسای از داشتن فرمانده کل، وزارت دفاع توصیه فن زکت مبنی بر تشکیل «فرماندهی نیروی زمینی» را پذیرفت. «دفتر نیرو» یکی از بخش‌های فرماندهی نیروی زمینی به حساب می‌آمد. قدرت واقعی نیروی زمینی در این دفتر متمرکز گشته بود که در حقیقت به‌طور مخفیانه نقش ستاد کل را ایفا می‌نمود. سازمان این نیرو انعطاف بالایی داشت و به راحتی می‌توانست به منظور اداره یک نیروی زمینی بسیار بزرگ‌تر گسترش یابد.
با توجه به این که امکان باقی ماندن نسبت بسیار اندکی از نفرات نیروی زمینی امپراتوری آلمان در نیروی زمینی جدید وجود داشت، استانداردهای بسیار سخت گیرانه‌ای برای گزینش آن‌ها وضع شد. بخشی از این ویژگی‌ها برای ترجیح دادن افراد شامل داشتن سنی بین ۱۷ تا ۲۱ سال، عدم تأهل، وضعیت جسمانی عالی و تحصیلاتی بالاتر بود. فرماندهان گروهان‌ها، گردان‌ها یا سایر یگان‌ها مسئول پذیرش افراد شده بودند. به همین جهت کسانی انتخاب شدند که عقایدی مشابه این فرماندهان از جمله محافظه‌کاری، ملی‌گرایی، سلطنت‌طلبی و ضدیت با جمهوریت داشتند. این افراد پانزده ماه در تیپ‌های خود در رایشس‌هیر به عنوان درجه‌دار خدمت کردند و سپس کسانی برگزیده شدند که از یک آزمون سربلند خارج گشتند. افراد پذیرفته شده بدون توجه به رسته سابقشان، به یک دوره در دانشکده پیاده‌نظام در درسدن فرستاده شدند.
رایشس‌هیر از همان ابتدا شروع به نقض مخفیانه مفاد پیمان ورسای کرد. آلمانی‌ها موارد متعددی از محدودیت‌ها را به طرق مختلف دور زدند. از جمله این اقدامات سازمان‌دهی نیروهای مسلح در قالب قوای شبه‌نظامی، ذخیره‌سازی تجهیزات و مهمات، طراحی و آزمایش تانک‌ها و تاکتیک‌های مرتبط و تأسیس دانشکده‌های آموزشی مربوط به آن در کشورهای دیگر از جمله شوروی بود. رایشس‌هیر کشور را به هفت منطقه نظامی (Wehrkreis) (تا سال ۱۹۳۷ سیزده و سال ۱۹۴۲ نوزده منطقه) تقسیم کرد که هر یک با فرماندهی در سطح سپاه، مسئولیت جذب، بسیج، تدارکات، اداره، آموزش و جایگزینی نیروهای مربوط به اراضی خود را بر عهده داشتند. فرمانده هر منطقه نظامی فرماندهی یک لشکر پیاده‌نظام که شماره منطقه را به خود گرفته بود، را نیز به شکل مجزا در اختیار داشت.
با به قدرت رسیدن حزب ناسیونال سوسیالیست کارگران به رهبری آدولف هیتلر در سال ۱۹۳۳، آلمان که می‌دانست همچنان توانایی مقابله رو در رو با دشمنان خود را ندارد و به احتمال قریب به یقین با هویدا شدن این مسئله، از جانب آن‌ها مورد هجوم نظامی پیش‌دستانه قرار خواهد گرفت، به شکل مخفیانه به تسلیح خود ادامه داد. همان سال نخست تصمیم بر افزایش ۱۴ هزار نفری پرسنل فعال نیروی زمینی در قالب یگان‌های جدید توپخانه، مخابرات و ضدهوایی و تشکیل یک نیروی ذخیره ۸۵ هزار نفری برای آن شد. طبق این برنامه بودجه نظامی افزایش پیدا می‌کرد و ۹ یگان جدید مرزبانی که اساساً در کنار مهارت‌های لازم در مرزبانی، آموزش پیاده‌نظام را دریافت می‌کردند، نیز تشکیل می‌گشت. در ابتدا قصد دولت ایجاد یک نیروی زمینی سیصد هزار نفری در قالب ۲۱ لشکر پیاده‌نظام تا سال ۱۹۳۸ بود. با افزایش خطر درگیر شدن در یک جنگ، هیتلر با تغییر برنامه اولیه، دستور به آماده شدن نیروی زمینی ۳۰۰ هزار نفره تا ماه اکتبر سال ۱۹۳۴ داد. سال ۱۹۳۵، برنامه تسلیح مجدد علنی و فرماندهی عالی نیروی زمینی آلمان (Oberkommando des Heeres یا OKH) ایجاد شد.

## ظهور نیروی زمینی جدید
در سال ۱۹۳۴ با فرمان آدولف هیتلر مبنی بر آماده‌سازی ۲۱ لشکر پیاده‌نظام، هر منطقه نظامی که از پیش یک لشکر پیاده‌نظام در اختیار داشت، با جداسازی گروهان آموزش و یک گروهان پیاده‌نظام از سه گردان پیاده‌نظام هر یک از هنگ‌های لشکر خود، یک هنگ مستقل پیاده‌نظام ایجاد نمود. این ۲۱ هنگ پیاده‌نظام هر یک شماره ای بین ۲۲ تا ۴۲ به خود گرفتند. ۴۲ هنگ پیاده‌نظام دیگر که همچنان در قابل لشکرهای پیاده‌نظام خود باقی مانده بودند، به کمک نیروهای داوطلب یا افسران و سربازان دو گردان دیگر، گروهان آموزش و گروهان سوم پیاده‌نظام خود را مجدداً احیا نمودند و برخی گروهان پیاده‌نظام چهارمی نیز تشکیل دادند. بدین ترتیب نیروی زمینی آلمان تا پایان سال ۱۹۳۵، مجموعاً دارای ۱۶۵ گروهان پیاده‌نظام بود. به طریق مشابهی ۱۴ هنگ توپخانه نیز ایجاد گردید. بدین صورت که هر یک از هفت هنگ توپخانه‌ای که از پیش وجود داشتند، به کمک دو گردان خود دو هنگ توپخانه مستقل ایجاد نمودند. هر کدام از این هنگ‌های توپخانه نیروهای در اختیار خود را به صورت چهار گردان هر یک با دو آتشبار سه توپه (مجموعاً ۲۴ توپ) سازمان داد.
پس از ورود نوزده گردان پیاده‌نظام آلمانی به منطقه غیرنظامی شده راینلند (سه گردان پیاده‌نظام تا غرب رود راین) در ماه مارس سال ۱۹۳۶ و شکستن علنی مفاد پیمان‌های ورسای و لوکارنو، آلمانی‌ها علاوه بر ایجاد چند منطقه نظامی دیگر، اکتبر همان سال چهار لشکر پیاده‌نظام به کمک نیروهای پلیس محلی در راینلند و هشت لشکر پیاده‌نظام در مناطق دیگر تشکیل دادند. با وجود این که پیمان‌های لوکارنو و ورسای حضور نیروهای مسلح آلمانی را در منطقه رایلند ممنوع اعلام کرده بودند اما به این کشور اجازه داشت ۳۱۵۰۰ نیروی پلیس در آن داشته باشد. آلمانی‌ها که بالغ بر ۱۰ تا ۱۲ درصد بیش از این عدد نیروی پلیس در رایلند به کار برده بودند (با تسامح طرف دیگر قرارداد)، از همین شمار افراد جهت تشکیل لشکرهای پیاده‌نظام خود استفاده کردند. بدین شکل تا پاییز سال ۱۹۳۶ مجموع توان نیروی زمینی آلمان به حدود ۵۲۰ هزار نفر رسید. تا سال ۱۹۳۷، ۲۹ لشکر ذخیره پیاده‌نظام متشکل از نیروهای گروه یک (با دست کم یک سال سابقه خدمت فعال) و دو ذخیره (افرادی که در سال‌های صلح به سن هجده سالگی رسیده بودند)، ایجاد شدند که اکثراً مجموع نفرات آن‌ها به استاندارد ۱۶ هزار نفر نمی‌رسید.
با الحاق اتریش به آلمان در ماه مارس سال ۱۹۳۸ و وارد شدن نیروهای مسلح این کشور به ورماخت، قوای پیاده‌نظام اتریش که از پیش به صورت هفت لشکر سازمان یافته بود، در قالب دو لشکر پیاده‌نظام (یکی در وین و دیگری در لینتس) در کنار سایر لشکرها به نیروی زمینی آلمان پیوستند و شماره‌های ۴۴ و ۴۵ را به خود گرفتند. بسیاری از افسران اتریشی بدون از دست دادن مقام و درجه خود در ورماخت پذیرفته شدند. به هر حال عده زیادی از این افراد و چندین یگان اتریشی جهت گذراندن دوره‌های آموزشی راهی دانشکده‌های نظامی آلمان گشتند.

## سلسله مراتب یگان‌ها
جوخه (Gruppe) یگان بنیادین نیروی زمینی آلمان بود. در نیروی زمینی آلمان سازمان، توان، تسلیحات و تجهیزات هر یگان را «نمودارهای سازمانی جنگی» (Kriegsstärke Nachweisung) تعیین می‌نمود که بر پایه پایین‌ترین سطوح (گروهان و دسته) قرار داشت. این موضوع گاهی سبب می‌شد دو لشکر، به عنوان یگان رزمی اصلی، از یک نوع یکسان دارای سازمان و توان متفاوتی باشند. این انعطاف سازمانی نیروی زمینی آلمان را قادر می‌ساخت یگان‌های خود را تا پایین‌ترین سطوح بر اساس نیاز آن‌ها و نیروی انسانی، تجهیزات و تسلیحات در دسترس تغییر دهد.
هنگام صلح، مناطق نظامی که در دوره پیشین ایجاد شده بودند و توسط ورماخت نیز مورد استفاده قرار گرفتند، به همراه سپاه داخل هر یک، بالاترین سطح از سلسله مراتب نظامی در نیروی زمینی آلمان به حساب می‌آمدند. با آغاز جنگ جهانی دوم دو مرتبه نظامی دیگر شامل ارتش میدانی و گروه ارتش ایجاد گردید. برای پشتیبانی از این آرایش‌های بزرگ در هنگام خدمت فعال، یگان‌هایی تحت عنوان «نیروهای ارتش یا گروه ارتش» که شامل توپخانه سنگین، مهندسان، یگان‌های خدماتی و آرایش‌های اداری مشابه دیگر می‌شد، وجود داشت. این یگان‌ها به هیچ‌یک از آرایش‌های بزرگ اتصال دائمی نداشتند و به صلاح دید فرماندهی عالی به‌کارگیری و به می‌شدند.
هر گروه ارتش شامل سه تا چهار ارتش میدانی و به شکل میانگین حدود یک میلیون نفر نیرو بود و توسط یک فیلدمارشال فرماندهی می‌شد. هر ارتش پیاده‌نظام میدانی نیز به نوبه خود، تحت فرمان یک ارتشبد، شامل دو تا پنج سپاه پیاده‌نظام و گاهی یک سپاه زرهی تقویت شده (گروه زرهی) و حدود ۲۰۰ هزار نفر نیرو بود. ارتش مستقل بیستم کوهستان که در شمال اسکاندیناوی حضور داشت، مستقیماً تحت هدایت فرماندهی عالی ورماخت عمل می‌کرد.
سپاه‌های پیاده‌نظام، موتوریزه، کوهستان و زرهی تحت امر یک سپهبد هر یک شامل دو تا پنج لشکر با حدود ۶۰ هزار نفر نیرو می‌شدند.

## دکترین
نیروی زمینی آلمان به شکلی دقیق، منعطف و پذیرا نسبت به ایده‌های جدید تجربیات جنگ جهانی اول را مورد مطالعه قرار داد. آگاهی از شرایط دشمنان آینده و محل جنگ با آن‌ها نوآوری را تسهیل و موجب تأکید بر رزم تهاجمی شد. این مسئله در نهایت به عمل حول دکترین "بلیتس‌کریگ" انجامید. نیروهای جدید زرهی آلمان بدین ترتیب بر پایه این دکترین راه حلی برای مشکلات آلمان در جنگ پیشین ارائه نمودند و تا سال ۱۹۳۹ به بنیانی استوار برای نیروی زمینی بدل گشتند. کاربرد تسلیحات زرهی در قابل دکترینی واقع‌بینانه از رزم‌ترکیبی بدون تخصیص یافتن منابع بیشتری در این بخش نسبت به دیگر دشمنان اروپایی، منجر به دستیابی به پیروزی‌های بین سال‌های ۱۹۳۹ تا ۱۹۴۱ گشت.

## تجهیزات و تسلیحات
با وجود پیشرفت‌های گسترده فناورانه، نیروی زمینی آلمان در تمامی دوره حیات خود متکی به اسب‌ها باقی ماند. ضعف در صنعت نفت، تعداد نسبتاً اندک خودروها و محدودیت تولید تانک اجازه مکانیزه‌سازی کامل به این نیرو نمی‌داد. با وجود این که نیروی زمینی امپراتوری آلمان در جنگ جهانی اول حدود ۱٬۴۰۰٬۰۰۰ اسب داشت، این مقدار در جنگ جهانی دوم در نیروی زمینی آلمان به ۲٬۷۰۰٬۰۰۰ اسب رسید. به هر صورت، نیروی زمینی آلمان تسلیح مجدد را سال‌ها پیش از همسایگان آغاز کرد و با وجود کاستی‌ها بسیار آماده‌تر از رقیبان خود بود.

## نیروهای داوطلب خارجی
نیروی زمینی تعداد زیادی از داوطلبان غیر آلمانی را در جبهه شرقی جنگ جهانی دوم به کار گرفت. اسپانیای تحت حاکمیت فرانسیسکو فرانکو ماه ژوئیه سال ۱۹۴۱ نیروهای داوطلب خود را در قالب لشکر آبی (لشکر دویست و پنجاهم پیاده‌نظام) در اختیار آلمان قرار داد. این لشکر تا ماه اکتبر سال ۱۹۴۳ در قسمت شمالی جبهه شرقی در ناحیه لنینگراد و ولخوف به نبرد پرداخت. هنگ تقویت‌شده ۳۶۹ پیاده‌نظام با سه هزار داوطلب کروات و بوسنیایی نیز در ماه ژوئیه سال ۱۹۴۱ شکل گرفت. این یگان پس از یک دوره آموزشی نسبتاً طولانی، به لشکر صدم پیاده‌نظام سبک نیروی زمینی آلمان در اوکراین ملحق گشت و در نبرد استالینگراد مشارکت نمود. هنگ تقویت‌شده ۶۳۸ پیاده‌نظام متشکل از سه هزار داوطلب فرانسوی در ماه اکتبر سال ۱۹۴۱ پدید آمد. این یگان در قالب ارتش چهارم زرهی نیروی زمینی آلمان در تهاجم به مسکو حضور یافت و سپس در وظایف ضد پارتیزانی در لهستان و بلاروس به کار رفت تا این که نهایتاً ماه سپتامبر سال ۱۹۴۴ به وافن اس‌اس منتقل شد. تعداد ۸۶۰ تن از داوطلبان فرانسوی زبان اهل بلژیک هم ماه اوت سال ۱۹۴۱ لژیون والون (گردان ۳۷۳ پیاده‌نظام والون) را برای نیروی زمینی آلمان ایجاد کردند. از این یگان در جنوب روسیه و قفقاز استفاده گشت.
با وجو ماهیت نژادی جنگ بین آلمان و شوروی، هزاران تن از غیر نظامیان و نظامیان روس و سایر مردمان نواحی تصرف‌شده به صورت داوطلبانه به نیروی زمینی آلمان پیوستند. از این افراد که با عنوان اختصاری هیوی (Hiwi - داوطلب کمکی) شناخته می‌شدند، در یگان‌های مختلف غالباً در وظایف غیرنظامی همچون ترابری و ساخت‌وساز و در هنگام اضطرار در میدان‌های رزم استفاده می‌گشت. نیروی زمینی آلمان روز ۲۹ اوت سال ۱۹۴۱ برای نخستین بار یگان‌های رزمی این نیروهای داوطلب را به منظور وظایف امنیتی و ضد پارتیزانی در ناحیه گروه ارتش شمال و گروه ارتش مرکز تشکیل داد. روز ۶ اکتبر همان سال مجوز جذب عمده شهروندان شوروی به عنوان نیروی رزمی صادر گردید. لشکرهای نیروی زمینی آلمان مجاز به به‌کارگیری معادل حداکثر ۱۵ درصد از توان از این داوطلبان بودند. شمار داوطلبان اهل شوروی در نیروی زمینی آلمان در سال ۱۹۴۳ حدود ۲۵۰ هزار نفر برآورد گشته‌است. جذب این نیروها تا ماه مه سال ۱۹۴۵ ادامه داشت.